# Oberroggenburger Wald
Oberroggenburger Wald – obszar wolny administracyjnie (gemeindefreies Gebiet) w Niemczech w kraju związkowym Bawaria, w rejencji Szwabia, w regionie Donau-Iller, w powiecie Neu-Ulm. Obszar jest niezamieszkany. 1 października 2014 teren o powierzchni 0,17 km² został włączony do gminy Buch.